# Muleta (canción)
«Muleta» es una canción pop escrita y grabada por la cantante y compositora chilena Francisca Valenzuela. Esta canción es el quinto sencillo oficial de su primer álbum en solitario, Muérdete la lengua. El sencillo fue publicado en Chile el 2 de octubre de 2008.

## Créditos
- Francisca Valenzuela: Voz y piano
- Francisco Durán: Guitarra acústica y eléctrica
- Pedro Araneda: Bajo
- Mauricio Galleguillos: Batería y percusión

## Calificación
| Año  | Máxima posición |
| Año  | CHI             |
| ---- | --------------- |
| 2008 | 78              |

- Datos: Q3813460